# Anderson Julio
Anderson Julio (n. Pimampiro,  Ecuador; 31 de mayo de 1996) es un futbolista ecuatoriano. Juega de mediocampista ofensivo y su equipo actual es el Football Club Dallas de la Major League Soccer de Estados Unidos.

## Trayectoria

### Liga Deportiva Universitaria
Llegó a la institución quiteña a los 13 años de edad. El 10 de septiembre de 2016 hizo su debut profesional contra Universidad Católica, en la victoria a domicilio de 1 a 0. Fue promovido al plantel principal y profesional por el técnico uruguayo Álvaro Gutiérrez. 
Anotó su primer gol el 19 de octubre de 2016, en el empate de 1 a 1 contra Barcelona Sporting Club. El 1 de marzo de 2017 debutó en competiciones internacionales, en el juego de Copa Sudamericana contra Defensor Sporting (empate 2 a 2).
Marcó los 2 goles contra Emelec que permitieron que Liga Deportiva Universitaria gane el Campeonato Ecuatoriano del 2018, el primero de cabeza en el empate 1 a 1 en la final de ida y el segundo con un zurdazo en la victoria por 1 a 0 en la revancha en el estadio Rodrigo Paz Delgado.

### Atlético de San Luis
El 21 de diciembre de 2019, Liga Deportiva Universitaria anunció su transferencia al Atlético San Luis de la Primera División de México.

### Real Salt Lake
En marzo de 2021 fue fichado por una temporada a préstamo con opción a compra por el Real Salt Lake de la Major League Soccer de los Estados Unidos de América. Jugó cuatro temporadas con el equipo y anotó 28 goles hasta su salida en diciembre de 2024.

### F. C. Dallas
El 23 de diciembre de 2024 se anunció su llegada al Football Club Dallas por un año de contrato.

## Selección nacional

### Selección absoluta
Fue convocado para los amistosos frente a Bolivia y Costa Rica que se jugaron en junio de 2023, debutando el 20 de junio de titular ante los ticos. El encuentro terminaría 3-1 favorable para Ecuador.

### Partidos internacionales
Actualizado al último partido disputado el 20 de junio de 2023.
| \| N.° \| Fecha \| Ciudad \| Oponente \| Resultado \| Resultado \| Competencia \| \| --- \| ------------------- \| ------- \| ---------- \| --------- \| --------- \| ----------- \| \| 1. \| 20 de junio de 2023 \| Chester \| Costa Rica \| 3-1 \| Victoria \| Amistoso \| |                     |         |            |           |           |             |
| N.° | Fecha               | Ciudad  | Oponente   | Resultado | Resultado | Competencia |
| 1. | 20 de junio de 2023 | Chester | Costa Rica | 3-1       | Victoria  | Amistoso    |

## Estadísticas

### Clubes
Actualizado al último partido disputado el 17 de agosto de 2025.
| Club                                   | Div.          | Temporada     | Liga  | Liga  | Copas nacionales | Copas nacionales | Copas internacionales | Copas internacionales | Total | Total |
| Club                                   | Div.          | Temporada     | Part. | Goles | Part.            | Goles            | Part.                 | Goles                 | Part. | Goles |
| -------------------------------------- | ------------- | ------------- | ----- | ----- | ---------------- | ---------------- | --------------------- | --------------------- | ----- | ----- |
| Liga Deportiva Universitaria · Ecuador | 1.ª           | 2014          | 0     | 0     | Inexistentes     | Inexistentes     | 0                     | 0                     | 0     | 0     |
| Liga Deportiva Universitaria · Ecuador | 1.ª           | 2015          | 1     | 0     | Inexistentes     | Inexistentes     | 0                     | 0                     | 1     | 0     |
| Liga Deportiva Universitaria · Ecuador | 1.ª           | 2016          | 14    | 2     | Inexistentes     | Inexistentes     | 0                     | 0                     | 14    | 2     |
| Liga Deportiva Universitaria · Ecuador | 1.ª           | 2017          | 22    | 2     | Inexistentes     | Inexistentes     | 3                     | 0                     | 25    | 2     |
| Liga Deportiva Universitaria · Ecuador | 1.ª           | 2018          | 45    | 12    | Inexistentes     | Inexistentes     | 6                     | 1                     | 51    | 13    |
| Liga Deportiva Universitaria · Ecuador | 1.ª           | 2019          | 29    | 7     | 5                | 0                | 9                     | 3                     | 43    | 10    |
| Liga Deportiva Universitaria · Ecuador | Total club    | Total club    | 111   | 23    | 5                | 0                | 18                    | 4                     | 134   | 27    |
| Atlético San Luis · México             | 1.ª           | 2019-20       | 8     | 0     | Inexistentes     | Inexistentes     | Inexistentes          | Inexistentes          | 8     | 0     |
| Atlético San Luis · México             | 1.ª           | 2020-21       | 12    | 0     | Inexistentes     | Inexistentes     | Inexistentes          | Inexistentes          | 12    | 0     |
| Atlético San Luis · México             | Total club    | Total club    | 20    | 0     | 0                | 0                | 0                     | 0                     | 20    | 0     |
| Real Salt Lake Estados Unidos          | 1.ª           | 2021          | 33    | 9     | Inexistentes     | Inexistentes     | Inexistentes          | Inexistentes          | 33    | 9     |
| Real Salt Lake Estados Unidos          | 1.ª           | 2022          | 20    | 3     | 0                | 0                | Inexistentes          | Inexistentes          | 20    | 3     |
| Real Salt Lake Estados Unidos          | 1.ª           | 2023          | 31    | 5     | 3                | 1                | 4                     | 0                     | 38    | 6     |
| Real Salt Lake Estados Unidos          | 1.ª           | 2024          | 35    | 9     | 1                | 0                | 2                     | 1                     | 38    | 10    |
| Real Salt Lake Estados Unidos          | Total club    | Total club    | 119   | 26    | 4                | 1                | 6                     | 1                     | 129   | 28    |
| F. C. Dallas Estados Unidos            | 1.ª           | 2025          | 17    | 4     | 1                | 0                | 0                     | 0                     | 18    | 4     |
| F. C. Dallas Estados Unidos            | Total club    | Total club    | 17    | 4     | 1                | 0                | 0                     | 0                     | 18    | 4     |
| Total carrera                          | Total carrera | Total carrera | 267   | 53    | 10               | 1                | 24                    | 5                     | 301   | 59    |
| 1. 2.                                  |               |               |       |       |                  |                  |                       |                       |       |       |

## Palmarés

### Campeonatos nacionales
| Título             | Club                         | Año  |
| ------------------ | ---------------------------- | ---- |
| Serie A de Ecuador | Liga Deportiva Universitaria | 2018 |
| Copa Ecuador       | Liga Deportiva Universitaria | 2019 |

## Vida personal
Su hermano Jhojan Julio, además su otro hermano Madison Julio también es futbolista profesional.